# Коктиш Ігор Геннадійович
Ко́ктиш І́гор Генна́дійович (11 травня 1980 року, Петрозаводськ) — в'язень сумління, білоруський громадський діяч, учасник демократичного руху, лідер Молодіжної гуманітарної асоціації імені Івана Боско в Барановичах, автор ідеї, засновник і лідер неформального молодіжного руху.
Розробив програму з реалізації в життя християнських цінностей милосердя, справедливості серед молоді. Керував низкою масових заходів під назвою: «Ні наркотикам та насильству!» З метою пропаганди здорового способу життя та християнських католицьких цінностей серед білоруської молоді. Сама організація МГА ім. Боско діяла під девізом «витягнемо молодь з підвалів!».
З 18 років керував рок-групою «Млечный Путь». У 2000 році в програмі білоруського телебачення «Акколада» був показаний перший відеокліп групи «Всё так надоело». За допомогою своєї музики Ігор активно пропагував принципи свободи, добра і милосердя.

## Біографія
Ігор Коктиш народився 11 травня 1980 року у м. Петрозаводську (Росія). Його батько, Коктиш Геннадій Іванович, офіцер запасу у відставці, а нині магістр педагогічних наук, викладає в Барановицькому комерційному університеті, написав і видав книгу «Політологія». Оскільки батько був військовослужбовцем, і його сім'я часто переїжджала, Ігорю довелося поміняти дванадцять загальноосвітніх шкіл. Закінчивши дев'ять класів, Ігор вступив до Сільськогосподарського технікуму міста Ляховичі (Брестська область, Білорусь) на факультет ветеринарії. «Я вступив туди просто тому, що в технікумі був великий актовий зал і деяка аудіо апаратура», — зізнається Ігор. Саме тоді він організував групу «Млечный Путь» (1996 рік).
Загалом, «Млечный Путь» складався з трьох людей: Гладкий Вадим (барабанщик), Денис Попов (бас-гітарист), і Ігор Коктиш (гітарист, автор пісень, вокаліст і лідер групи). Група розвивалася відносно швидкими темпами і незабаром підкорила Мінську сцену. У 1999 році «Млечный Путь» випустив перший сингл «Всё так надоело». У тому ж році був записаний на касету дебютний альбом «Рейнкарнація».
Закінчивши технікум, Ігор вступив у Комерційний університет управління на факультет правознавства.
У 2000 році за підтримки ксьондза Мінської парафії Ігор Коктиш організував Молодіжну Гуманітарну асоціацію ім. Івана Боско. Ігор був організатором великої кількості концертів по всіх містах Білорусі з метою пропаганди здорового способу життя. На Коктиша, як на сильну особистість з лідерськими якостями, що веде за собою велику кількість людей, посипалися погрози з боку міліції, але для нього це не було причиною для припинення його благородної діяльності.
24 січня Ігор був затриманий співробітниками міліції. 7 грудня Ігор був виправданий і звільнений.
Будучи в Україні він познайомився з Іриною Тютюнник. Вони одружилися 11 жовтня 2003 і повінчалися в житомирському костьолі святого Іоанна з Дуклі. Разом з Іриною вони створили групу «Ендорфіни», випустили альбом, відзняли два відеокліпи.
25 червня Ігоря знову затримали працівники міліції.

## Переслідування
22.01.2001 — після численних погроз з боку влади, а також після з'їзду молодіжних лідерів, на якому було створено об'єднання «Неформальне молодіжний рух», яка виступає за особисту свободу і демократію, Ігор був звинувачений у скоєнні вбивства родички його друга.
07.12.2001 — Брестський обласний суд визнав Коктиша невинним і негайно звільнив його з-під варти.
01.02.2002 — Верховний суд Республіки Білорусь залишив виправдувальний вирок у силі. Обидва документи набули законної сили.
Пізніше заступник Генерального прокурора подав протест «в порядку нагляду», після чого справу було передано на новий судовий розгляд.
Ігор офіційно проживав на території України, працював продюсером житомирського телеканалу РІЦ, одружився, створив музичний гурт «Ендорфіни», уклав 4 контракти з провідними музичними лейблами України (Лавина Мюзік, Віккон), давав концерти та інтерв'ю, в тому числі і на Першому національному телеканалі України. Ігор Коктиш неодноразово офіційно виїжджав у Євросоюз.
Після президентських виборів в Білорусі 2006 року, коли Коктиш активно діяв на користь демократичний перетворень на його Батьківщині, працівники міліції оголосили його в міждержавний розшук.
25.06.2007 — Ігоря затримали в Україні невідомі особи. При затриманні використовували вогнепальну зброю і застосовували фізичну силу, через що Коктиш отримав травму нирки. Особи, які взяли участь у затриманні досі не встановлені. Співробітники української міліції при цьому не були присутні, проте вони оформили затримання опозиціонера.
19.07.2007 — Старший прокурор відділу міжнародно-правового управління Генпрокуратури України попросив старшого помічника прокурора м. Севастополя вжити заходів для взяття під варту Ігоря Коктиша безстроково.
03.08.2007 — постановою Балаклавського районного суду м. Севастополя Ігор Коктиш був заарештований на необмежений термін для забезпечення його екстрадиції в Республіку Білорусь. Термін арешту судом не визначено.
10.10.2007 — Європейський суд з прав людини заборонив проводити екстрадицію Коктиша в Республіку Білорусь.
На сайті УВС Брестського облвиконкому досі перебуває оголошення про розшук Ігоря Коктиша, із зазначенням того, що він зробив злочин, хоча він вже з 2007 року перебуває в ув'язненні, його вина не доведена і він двічі був виправданий білоруськими судами.
09.02.2010 — Ігоря Коктиша було випущено із СІЗО на волю. Через три місяці за рішенням Європейського суду у справі «Коктиш проти України», ухваленому 10.12.2009.
03.11.2010 — Білоруський опозиціонер Ігор Коктиш та його дружина Ірина Тютюнник, що проживають в Житомирі у своїй квартирі, були затримані співробітниками міліції.. Міліція від коментарів відмовилася. Через три дні подружжя було випущено на волю. Звинувачення так і не було висунуто.

## Міжнародна підтримка
Організація «Міжнародна амністія» провела акцію негайної допомоги (16.10.2007).
Його переслідування пов'язується з його суспільно-політичною діяльністю в Барановичах.
Європейський суд з прав людини наділив справу Ігоря Коктиша статусом пріоритетної.
В Парламенській Асамблеї Ради Європи піднімалося питання Ігоря Коктиша, і доповідач пояснив причини необхідності підтримки даної справи Асамблеєю.
Українські інстанції час від часу отримують листи підтримки Ігоря Коктиша від білоруських та українських політиків.
Періодично проводяться акції та інші заходи на підтримку білоруського опозиціонера.
Правозахисні і громадські організації України, Росії і Білорусі зажадали негайного звільнення з-під варти Ігоря Коктиша. Міжнародна Амністія підтримала всі дії, спрямовані на звільнення громадського активіста.
14 липня 2009 Секретаріат Президента України взяв справу Коктиша під свій контроль.
Міжнародна Амністія визнала Ігоря Коктиша в'язнем сумління
10 грудня 2009 Європейський суд з прав людини ухвалив рішення по справі «Коктиш проти України», в якому вказав на реальну загрозу тортур та несправедливого судового розгляду у випадку екстрадиції, а також визнав утримання під вартою Ігоря порушенням права на свободу.